# Marsupulinoides
Marsupulinoides es un género de foraminífero bentónico de la subfamilia Saccammininae, de la familia Saccamminidae, de la superfamilia Saccamminoidea, del suborden Saccamminina y del orden Astrorhizida. Su especie tipo es Marsupulinoides ovatus. Su rango cronoestratigráfico abarca el Holoceno.

## Discusión
Clasificaciones previas incluían Marsupulinoides en la superfamilia Astrorhizoidea, así como en el suborden Textulariina del orden Textulariida.

## Clasificación
Marsupulinoides incluye a la siguiente especie:
- Marsupulinoides ovatus